# نادي دينامو موسكو لكرة السلة
نادي دينامو موسكو لكرة السلة (بالروسية: Динамо) هو فريق كرة سلة روسي للمحترفين تأسس في سنة 1923 يقع مقره في موسكو. يلعب في دوري السوبر الروسي لكرة السلة.

## الإنجازات
إجمالي الألقاب: 3

### البطولات المحلية
- الدوري السوفيتي الممتاز لكرة السلة
  - الفوز (2): 1937، 1948

### المنافسات الأوروبية
- كأس أوروبا لكرة السلة
  - الفوز (1): 2005–06

## أبرز اللاعبين
من أبرز اللاعبين الذين لعبوا معه:
- أنتونيس فوتسيس
- أرييل ماكدونالد
- إدي جيل
- هنري دوميركانت
- مارتن مورسب
- ميرساد تركان
- روبرتس جافتوكاس
- سيرجي مونيا
- ياروسلاف كوروليف
- تاكوا بينيرو

## أبرز المدربين
من أبرز المدربين الذين دربوه:
- ديفيد بلات
- سيرجي بازاريفيتش

## وصلات خارجية
- الموقع الرسمي

قالب:دوري اتحاد في تي بي